# OC BDe 4/4 15
De BDe 4/4 en Bt is een elektrisch treinstel bestemd voor het regionaal personenvervoer van de Chemin de fer Orbe-Chavornay (OC) op de spoorlijn Orbe - Chavornay in het Zwitserse kanton Vaud.

## Geschiedenis
Het treinstel werd door Schweizerische Wagon- und Aufzugfabrik (SWS) en Maschinenfabrik Oerlikon (MFO) als BDe 4/4 ontwikkeld en gebouwd voor Sihltal-Zürich-Uetliberg-Bahn (SZU).
In 2006 werd dit treinstel aangepast bij Stadler Rail in Winterthur.
De motorwagen BDe 4/4: 13 met bouwjaar 1920 werd als reserve voertuig buitendienst gesteld.

## Constructie en techniek
Het treinstel bestaat uit een motorwagen met een stuurstand. Deze motorwagen is permanent gekoppeld met een stuurstandrijtuig voorzien van een stuurstand.

## Treindiensten
De trein wordt door de Chemin de fer Orbe-Chavornay (OB) ingezet op het traject:
- Orbe - Chavornay

## Foto's

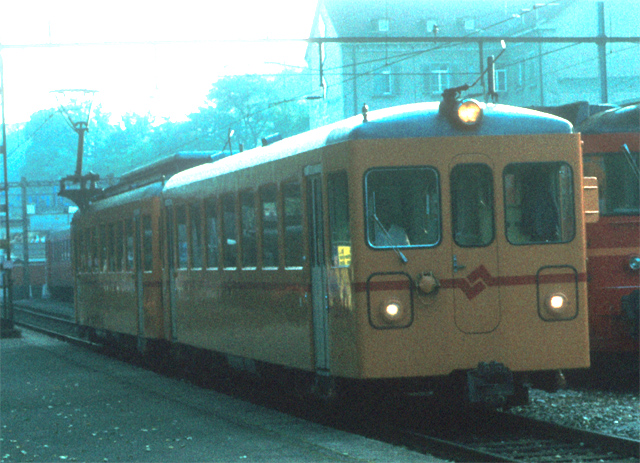
SZU BDe 4/4 in het oude station Zürich Senau (ongeveer 1982)